# Antonae inflata
Antonae inflata är en insektsart som beskrevs av Carl Stål. Antonae inflata ingår i släktet Antonae och familjen hornstritar. Inga underarter finns listade i Catalogue of Life.